# Coupe d'Union soviétique de football 1978
Navigation
Édition 1977 Édition 1979
La Coupe d'Union soviétique 1978 est la 37e édition de la Coupe d'Union soviétique de football. Elle se déroule entre le 24 février et le 12 août 1978.
La finale se joue le 12 août 1978 au stade Torpedo de Moscou et voit la victoire du Dinamo Kiev, qui remporte sa cinquième coupe nationale aux dépens du Chakhtior Donetsk. Le Dinamo étant déjà qualifié pour la Coupe des clubs champions, c'est le Chakhtior qui se qualifie pour la Coupe des coupes 1978-1979 en qualité de finaliste.

## Format
Quarante-huit équipes prennent part à cette édition, soit l'intégralité des participants aux deux premières divisions soviétiques à qui sont ajoutés douze clubs de la troisième division.
Le tournoi se divise en six tours, à l'issue desquels le vainqueur de la compétition est désigné. Les équipes de la première division font leur entrée en lice lors du deuxième tour.
À l'exception de la finale, l'ensemble des confrontations se jouent sur deux manches. En cas d'égalité à l'issue du match retour, la règle des buts marqués à l'extérieur est appliquée. Si elle ne permet pas de départager les deux équipes, la rencontre passe en prolongation avant de s'achever aux tirs au but. Dans le cas de la finale, si les deux équipes sont à égalité même à l'issue de la prolongation, le match est rejoué ultérieurement. Si cette deuxième rencontre ne désigne toujours pas de vainqueur, celui-ci est désigné à l'issue d'une séance de tirs au but.

## Résultats

### Premier tour
Les matchs allers sont joués entre le 24 février et le 10 mars 1978 tandis que les rencontres retours prennent place entre le 28 février et le 14 mars 1978.
| Équipe 1                          | Score             | Équipe 2                   | Aller | Retour   |
| --------------------------------- | ----------------- | -------------------------- | ----- | -------- |
| Spartak Ivano-Frankovsk (uk) (D2) | 5 - 2             | (D3) Alga Frounzé          | 4 - 1 | 1 - 1    |
| Fakel Voronej (D3)                | 1E - 1            | (D3) Iskra Smolensk        | 0 - 0 | 1 - 1    |
| Dinamo Léningrad (D2)             | 0 - 4             | (D2) Karpaty Lvov          | 0 - 1 | 0 - 3    |
| Metallourg Zaporojié (D2)         | 0 - 1             | (D3) Kolos Nikopol (uk)    | 0 - 1 | 0 - 0    |
| Chirak Leninakan (D3)             | 3 - 2             | (D2) Kolkhoztchi Achkhabad | 1 - 0 | 2 - 2    |
| SKA-Khabarovsk (D3)               | 0 - 2             | (D2) Nistru Kichinev       | 0 - 0 | 0 - 2    |
| Daugava Riga (D3)                 | 2 - 4             | (D2) Pamir Douchanbé       | 1 - 3 | 1 - 1    |
| Tavria Simferopol (D2)            | 2 - 3             | (D3) SKA Kiev              | 1 - 1 | 1 - 2 ap |
| Kouzbass Kemerovo (D2)            | 0 - 1             | (D2) SKA Odessa            | 0 - 0 | 0 - 1    |
| SKA Rostov (D2)                   | 1 - 0             | (D3) Spartak Naltchik      | 1 - 0 | 0 - 0    |
| Dinamo Minsk (D2)                 | 1 - 3             | (D2) Spartak Ordjonikidzé  | 0 - 1 | 1 - 2    |
| Spartak Semipalatinsk (D3)        | 1 - 2             | (D3) Spartak Riazan        | 0 - 0 | 1 - 2    |
| Žalgiris Vilnius (D2)             | 0 - 1             | (D2) Terek Grozny          | 0 - 0 | 0 - 1    |
| Torpedo Koutaïssi (D2)            | 2 - 2 (3 - 5 tab) | (D2) Ouralmach Sverdlovsk  | 2 - 0 | 0 - 2 ap |
| Kouban Krasnodar (D2)             | 0 - 2             | (D2) Chinnik Iaroslavl     | 0 - 1 | 0 - 1    |
| Krylia Sovetov Kouïbychev (D2)    | 1 - 0             | (D3) FK Yanguier           | 1 - 0 | 0 - 0    |

### Seizièmes de finale
Les matchs allers sont joués entre le 16 et le 27 mars 1978 tandis que les rencontres retours prennent place entre le 24 mars et le 3 avril 1978. Ce tour voit l'entrée en lice des équipes de la première division 1978.
| Équipe 1                       | Score             | Équipe 2                          | Aller | Retour   |
| ------------------------------ | ----------------- | --------------------------------- | ----- | -------- |
| Kolos Nikopol (uk) (D3)        | 2 - 3             | (D1) Dinamo Tbilissi              | 1 - 1 | 1 - 2    |
| Lokomotiv Moscou (D1)          | 4 - 0             | (D2) Terek Grozny                 | 3 - 0 | 1 - 0    |
| Torpedo Moscou (D1)            | 1 - 0             | (D2) Ouralmach Sverdlovsk         | 0 - 0 | 1 - 0    |
| Kaïrat Alma-Ata (D1)           | 1E - 1            | (D3) Fakel Voronej                | 0 - 0 | 1 - 1    |
| Krylia Sovetov Kouïbychev (D2) | 1 - 4             | (D1) Chakhtior Donetsk            | 1 - 2 | 0 - 2    |
| Neftchi Bakou (D1)             | 2 - 0             | (D2) Chinnik Iaroslavl            | 1 - 0 | 1 - 0    |
| Spartak Riazan (D3)            | 1 - 6             | (D1) Dinamo Kiev                  | 0 - 3 | 1 - 3    |
| Zénith Léningrad (D1)          | 2 - 1             | (D2) Karpaty Lvov                 | 1 - 1 | 1 - 0    |
| Dniepr Dniepropetrovsk (D1)    | 2 - 3             | (D2) SKA Odessa                   | 1 - 1 | 1 - 2    |
| Tchernomorets Odessa (D1)      | 2 - 2 (4 - 3 tab) | (D2) SKA Rostov                   | 2 - 0 | 0 - 2 ap |
| CSKA Moscou (D1)               | 3 - 1             | (D2) Spartak Ivano-Frankovsk (uk) | 1 - 1 | 2 - 0    |
| Nistru Kichinev (D2)           | 0 - 3             | (D1) Spartak Moscou               | 0 - 1 | 0 - 2    |
| Ararat Erevan (D1)             | 5 - 1             | (D2) Spartak Ordjonikidzé         | 5 - 0 | 0 - 1    |
| Zaria Vorochilovgrad (D1)      | 2 - 0             | (D3) Chirak Leninakan             | 0 - 0 | 2 - 0    |
| Pakhtakor Tachkent (D1)        | 5 - 2             | (D3) SKA Kiev                     | 2 - 0 | 3 - 2    |
| Pamir Douchanbé (D2)           | 0 - 2             | (D1) Dinamo Moscou                | 0 - 2 | 0 - 0    |

### Huitièmes de finale
Les matchs allers sont joués entre le 1er et le 16 avril 1978 tandis que les rencontres retours prennent place entre le 16 avril et le 12 mai 1978.
| Équipe 1                  | Score  | Équipe 2                | Aller | Retour |
| ------------------------- | ------ | ----------------------- | ----- | ------ |
| Chakhtior Donetsk (D1)    | 5 - 0  | (D1) Ararat Erevan      | 3 - 0 | 2 - 0  |
| Tchernomorets Odessa (D1) | 2 - 5  | (D1) Dinamo Kiev        | 2 - 1 | 0 - 4  |
| Kaïrat Alma-Ata (D1)      | 1 - 1E | (D1) Zénith Léningrad   | 1 - 1 | 0 - 0  |
| Spartak Moscou (D1)       | 0 - 1  | (D1) Lokomotiv Moscou   | 0 - 0 | 0 - 1  |
| Dinamo Tbilissi (D1)      | 2 - 0  | (D1) Pakhtakor Tachkent | 1 - 0 | 1 - 0  |
| Neftchi Bakou (D1)        | 4 - 3  | (D2) SKA Odessa         | 4 - 0 | 0 - 3  |
| Dinamo Moscou (D1)        | 3 - 2  | (D1) CSKA Moscou        | 2 - 1 | 1 - 1  |
| Zaria Vorochilovgrad (D1) | 1 - 3  | (D1) Torpedo Moscou     | 0 - 0 | 1 - 3  |

### Quarts de finale
Les matchs allers sont joués les 6 et 7 juin 1978 tandis que les rencontres retours prennent place le 21 juin 1978.
| Équipe 1               | Score  | Équipe 2              | Aller | Retour |
| ---------------------- | ------ | --------------------- | ----- | ------ |
| Lokomotiv Moscou (D1)  | 3 - 2  | (D1) Dinamo Tbilissi  | 1 - 0 | 2 - 2  |
| Dinamo Kiev (D1)       | 3 - 2  | (D1) Zénith Léningrad | 3 - 2 | 0 - 0  |
| Chakhtior Donetsk (D1) | 3 - 1  | (D1) Neftchi Bakou    | 1 - 1 | 2 - 0  |
| Dinamo Moscou (D1)     | 2 - 2E | (D1) Torpedo Moscou   | 2 - 1 | 0 - 1  |

### Demi-finales
Les matchs allers sont joués les 4 et 5 juillet 1978 tandis que les rencontres retours prennent place les 18 et 19 juillet 1978.
| Équipe 1              | Score | Équipe 2               | Aller | Retour |
| --------------------- | ----- | ---------------------- | ----- | ------ |
| Lokomotiv Moscou (D1) | 0 - 3 | (D1) Chakhtior Donetsk | 0 - 2 | 0 - 1  |
| Torpedo Moscou (D1)   | 2 - 4 | (D1) Dinamo Kiev       | 1 - 2 | 1 - 2  |

### Finale
| Titulaires :      |                          |     |
|                   |                          |     |
|                   | Viktor Iourkovski (ru)   |     |
|                   | Vladimir Bessonov        |     |
|                   | Sergueï Baltacha         |     |
|                   | Mikhaïl Fomenko          |     |
|                   | Stefan Reshko            | 70e |
|                   | Vladimir Lozinski (en)   |     |
|                   | Leonid Buryak            |     |
|                   | Vladimir Onischenko      | 83e |
|                   | Aleksandr Bereknoï (en)  |     |
|                   | Vladimir Veremeïev       |     |
|                   | Oleg Blokhine            |     |
|                   |                          |     |
| Remplaçants :     |                          |     |
|                   | Viktor Kolotov           | 70e |
|                   | Aleksandr Khapsalis (en) | 83e |
|                   |                          |     |
| Entraîneur :      |                          |     |
| Valeri Lobanovski |                          |     |

| Titulaires :         |                          |      |
|                      |                          |      |
|                      | Iouri Degteriov (en)     |      |
|                      | Valeri Iaremtchenko (en) |      |
|                      | Valeri Gorbounov (en)    |      |
|                      | Viktor Kondratov (ru)    |      |
|                      | Vladimir Pianykh (en)    |      |
|                      | Valeri Roudakov (en)     |      |
|                      | Nikolaï Latych (en)      | 100e |
|                      | Iouri Reznik (en)        |      |
|                      | Vitali Staroukhine       |      |
|                      | Iouri Doudinski (ru)     | 91e  |
|                      | Vladimir Safonov (ru)    |      |
|                      |                          |      |
| Remplaçants :        |                          |      |
|                      | Mikhaïl Sokolovski       | 91e  |
|                      | Alekseï Varnavski (ru)   | 100e |
|                      |                          |      |
| Entraîneur :         |                          |      |
| Vladimir Salkov (en) |                          |      |

| Titulaires :      |                          |     |
|                   |                          |     |
|                   | Viktor Iourkovski (ru)   |     |
|                   | Vladimir Bessonov        |     |
|                   | Sergueï Baltacha         |     |
|                   | Mikhaïl Fomenko          |     |
|                   | Stefan Reshko            | 70e |
|                   | Vladimir Lozinski (en)   |     |
|                   | Leonid Buryak            |     |
|                   | Vladimir Onischenko      | 83e |
|                   | Aleksandr Bereknoï (en)  |     |
|                   | Vladimir Veremeïev       |     |
|                   | Oleg Blokhine            |     |
|                   |                          |     |
| Remplaçants :     |                          |     |
|                   | Viktor Kolotov           | 70e |
|                   | Aleksandr Khapsalis (en) | 83e |
|                   |                          |     |
| Entraîneur :      |                          |     |
| Valeri Lobanovski |                          |     |

| Titulaires :         |                          |      |
|                      |                          |      |
|                      | Iouri Degteriov (en)     |      |
|                      | Valeri Iaremtchenko (en) |      |
|                      | Valeri Gorbounov (en)    |      |
|                      | Viktor Kondratov (ru)    |      |
|                      | Vladimir Pianykh (en)    |      |
|                      | Valeri Roudakov (en)     |      |
|                      | Nikolaï Latych (en)      | 100e |
|                      | Iouri Reznik (en)        |      |
|                      | Vitali Staroukhine       |      |
|                      | Iouri Doudinski (ru)     | 91e  |
|                      | Vladimir Safonov (ru)    |      |
|                      |                          |      |
| Remplaçants :        |                          |      |
|                      | Mikhaïl Sokolovski       | 91e  |
|                      | Alekseï Varnavski (ru)   | 100e |
|                      |                          |      |
| Entraîneur :         |                          |      |
| Vladimir Salkov (en) |                          |      |